# 愛知県立衣台高等学校
愛知県立衣台高等学校（あいちけんりつころもだいこうとうがっこう）は、愛知県豊田市西部とみよし市との境界付近に所在する公立の高等学校。

## 設置学科
- 普通科
  - 情報ビジネスコース

## 概要
2008年（平成20年）度より新制服導入。
尾張学区の日進市、東郷町からの進学も可能である。

## 沿革
- 1974年（昭和49年）4月 - 開校。

## 校章
豊田市章を校章の中央に使用している。これは豊田市の厚い期待を表している。

## 部活動
放送部（現在、映像部）は全国大会へ多数出場しており愛知県、日本の有数な伝統のある部活動である。

## 最寄駅
- 名鉄豊田線・三河線 豊田市駅、愛知環状鉄道・愛知環状鉄道線 新豊田駅、名古屋市営地下鉄鶴舞線 赤池駅から名鉄バス 「汐見町」バス停下車。
- 名鉄豊田線 三好ヶ丘駅下車、徒歩で学校に向かう。

## 著名な卒業生
- ジュキヤ（YouTuber）
- 岩田アッチュ（NIRGILIS）